# 北見市立南中学校
北見市立南中学校(きたみしりつみなみちゅうがっこう)は、北海道北見市にある市立中学校。